# Taça de Portugal de Hóquei em Patins Feminino de 2012–13
A Taça de Portugal de Hóquei em Patins Feminino de 2012–13, foi a 21ª edição da Taça de Portugal, ganha pela AD Sanjoanense (1º título).

## Final
A final four foi disputada a 14 de Julho de 2013. Árbitros: Joaquim Pinto (Porto) e Cláudia Rego (Minho)
|            | Resultado |                |
| ---------- | --------- | -------------- |
| HC Turquel | 2 – 3     | AD Sanjoanense |

## Meias-finais
As partidas foram disputadas a 13 de Julho de 2013. Árbitros: 1º Jogo Cláudia Rego (Minho) e Sofia Ferreira (Porto) 2º Jogo Joaquim Pinto (Porto) e Sílvia Coelho (Porto)
|            | Resultado |                   |
| ---------- | --------- | ----------------- |
| HC Turquel | 6 – 3     | GDR "Os Lobinhos" |
| FC Alverca | 3 – 7     | AD Sanjoanense    |

## Quartos de final
A 1ª partida foi disputada a 16 de Março de 2013, a 2ª e 3ª a 17 de Março de 2013 é a 4ª (como 2ª Eliminatória) a 25 de Abril de 2013.
|                    | Resultado |                    |
| ------------------ | --------- | ------------------ |
| CDA Paço do Rei    | 1 – 2     | HC Turquel         |
| HC Mealhada        | 2 – 3     | FC Alverca         |
| ACD Vila Boa Bispo | 1 – 4     | AD Sanjoanense     |
| GDR "Os Lobinhos"  | 3 – 1     | Ass. Acad. Coimbra |

## 1ª Eliminatória Zona Norte
A 1ª partida foi disputada a 17/02/2013 é as restantes foram disputadas a 16 de Fevereiro de 2013.
|                      | Resultado |                 |
| -------------------- | --------- | --------------- |
| AD Sanjoanense       | 5 – 4     | CH Carvalhos    |
| FC Oliveira Hospital | 2 – 4     | HC Mealhada     |
| CDA Paço do Rei      | 12 – 2    | GD Fânzeres     |
| ACD Vila Boa Bispo   | 3 – 2     | ACR Gulpilhares |

## 1ª Eliminatória Zona Sul
As partidas foram disputadas a 16 de Fevereiro de 2013. Folgou o FC Alverca.
|            | Resultado |                    |
| ---------- | --------- | ------------------ |
| AF Arazede | 0 – 6     | Ass. Acad. Coimbra |
| HC Turquel | 6 – 0     | AC Tojal           |
| SL Benfica | 4 – 5     | GDR "Os Lobinhos"  |